# Вірнопілля
Вірнопі́лля (раніше — Індюківка) — село в Україні, у Оскільській сільській територіальній громаді Ізюмського району Харківської області. Населення становить 775 осіб. До 2020 орган місцевого самоврядування — Вірнопільська сільська рада. Відстань до м. Ізюм — 20 км.

## Географія
Село Вірнопілля знаходиться у одного з витоків річки Велика Комишуваха, балки Комишуваха. Нижче за течією на відстані 11 км розташоване село Велика Комишуваха (Барвінківський район). Річка в цьому місці пересихає, на ній зроблено кілька загат. На відстані 2 км розташоване село Дмитрівка.

## Історія
Село Вірнопілля було засновано на початку XVIII століття. Першими поселенцями були козаки. Землі села перед реформою 1861 року належали поміщиці Вірі Індюковій. За свідченням 1864 року у книзі «Харківська губернія» зазначено: «В Ізюмському повіті згадується хутір Вірнопілля (Вірине поле) розміщений біля криниці по праву сторону харківського поштового тракту (із міста Ізюма до Харкова) від Ізюма на відстані 25 верст. На хуторі знаходяться 37 дворів, 199 жителів, із них 92 чоловіки і 107 жінок.» Деякий час село мало й іншу назву — Індюківка. Пізніше землі поміщиці Віри Індюкової перейшли до поміщика Тимченка. В економії Тимченка було 1000 десятин землі. Володіли землями Вірнопілля пани Васюков (одна з територій села донині називається Васьківка), Степанов, Береговий. Пану К. С. Степанову належало село Курочкіно. В районі центральної садиби жили Берегові та Корецькі, які пересилилися з Полтавщини, купили собі землі. Берегові мали 100 десятин, а Корецькі 80 десятин землі. Селяни приходили найматися до панів. Оплата одного світлового дня коштувала 20 копійок на своїх харчах. На сім'ю в полі давалось 3,5 га землі.
До революції в селі було 70 дворів. У 1905 році селяни почали протестувати проти панщини — в економії Тимченка було три підпали. На хуторі Дмитрівка (Кунчаківка) селяни самовільно вторглися до садиб В. Губіна та козаків Лопушенкових. Їх засудили на три місяці ув'язнення. Під час жовтневої революції Тимченко покинув володіння. Його майно було розграбоване біднотою. Сини ж Берегового Андрій та Петро пішли в солдати на бік імперії. Андрій у 20-х роках емігрував до Франції (його син П'єр у 90-х роках XX століття був прем'єр-міністром, міністром економіки, фінансів і бюджету Франції).
14 лютого 1918 року в Ізюмський повіт було окуповано червоними. У 1920 році на базі селянських земель виникли перші колгоспи.
У 1932-1933 році село постраждало внаслідок Голодомору-геноциду.
В кінці жовтня 1941 року до села увійшли німецькі солдати. 20 січня 1942 року радянські війська зайшли у село, але не надовго — у червні цього року німці знову увійшли до села і лише 9 вересня 1943 року село було зайняте остаточно воїнами-танкістами 31 гвардійської танкової бригади. В братській могилі серед похованих визволителів — 55 танкістів.
12 червня 2020 року, розпорядженням Кабінету Міністрів України № 725-р «Про визначення адміністративних центрів та затвердження територій територіальних громад Харківської області», увійшло до складу Оскільської сільської територіальної громади.
19 липня 2020 року, в результаті адміністративно-територіальної реформи та ліквідації Ізюмського району (1923—2020), село увійшло до складу новоутвореного Ізюмського району.
8 квітня 2022 року в бою проти російських військ під час виконання бойового завдання біля села загинув Герой України Тарас Бобанич.

## Населення
Згідно з переписом УРСР 1989 року чисельність наявного населення села становила 764 особи, з яких 365 чоловіків та 399 жінок.
За переписом населення України 2001 року в селі мешкали 752 особи.

### Мова
Розподіл населення за рідною мовою за даними перепису 2001 року:
| Мова       | Відсоток |
| ---------- | -------- |
| українська | 92,77 %  |
| російська  | 5,94 %   |
| інші       | 1,29 %   |

## Економіка
- Молочно-товарна, свино-товарна і вівце-товарна ферми.
- «Вірнопілля», ЗАТ.
- «Старт», сільськогосподарське ТОВ.

## Об'єкти соціальної сфери
- Школа.
- Будинок культури.